# José Argote
José Ramón Argote Vega (San Juan del Cesar; Colombia, 17 de octubre de 1980) es un árbitro de fútbol colombiano nacionalizado venezolano. Es árbitro internacional FIFA. En 2015, fue designado para representar a Venezuela en la Copa América 2015, en donde dirigió tres partidos y fungió como cuarto árbitro de la final.

## Biografía
Estudió veterinaria en la Universidad de Zulia, y en esta institución se le presentó un curso de Educación Física que llamó su atención. Fue desempeñándose de una manera idónea y a los cuatro meses ya era árbitro de categorías menores.
El 10 de agosto de 2008 debuta como árbitro de Primera División en el encuentro de la primera jornada del Torneo Apertura 2008 entre Estudiantes de Mérida y Mineros de Guayana, donde el equipo académico venció como local 3-0 en el Estadio Metropolitano de Mérida. En ese año la Federación Venezolana de Fútbol lo designó como árbitro internacional.
Su debut en copa internacional se produjo el 20 de agosto de 2013 en la Copa Sudamericana en el empate 0-0 entre La Equidad y Cobreloa disputado en Bogotá.
Su primera participación con selecciones nacionales fue llevada a cabo en el Campeonato Sudamericano de Fútbol Sub-20 de 2015, en un encuentro de la tercera jornada del Grupo A entre Ecuador y Bolivia.
En mayo la FVF lo designó como el árbitro responsable de representar a Venezuela en la Copa América 2015, en esta dirigió los encuentros entre Uruguay y Jamaica, México contra Ecuador - respectivos de la fase de grupos - asimismo dirigió la semifinal entre Chile y Perú, donde expulsó al defensor central peruano Carlos Zambrano. Era posible que junto a su asistente, Jorge Urrego, pudiera arbitrar la final disputada en el Estadio Nacional Julio Martínez entre Argentina y Chile, sin embargo dicha responsabilidad le fue encargada al colombiano Wilmar Roldán, pero esto no impidió que Argote estuviese presente en la terna arbitral, puesto que emergió como cuarto árbitro y recibió su respectiva medalla en la histórica final de la Copa América 2015. Convirtiéndose en el primer colegiado venezolano en estar presente en semifinales y en la final de una Copa América.
Su participación siguió calando, ya que fue seleccionado como responsable en el encuentro de semifinal de ida de Copa Libertadores 2015 entre Internacional y Tigres UANL. 

#### Polémicas
El 4 de mayo de 2016, en la Copa Libertadores dirigió el encuentro Atlético Nacional - Huracán por los octavos de final del certamen en Medellín (Colombia). En dicho encuentro hubo polémicas que según los medios estuvo marcado por una gran producción futbolística por parte de Huracán, según los apasionados medios argentinos Argote influenció en el resultado en forma decisiva a favor del Atlético Nacional. Entre los fallos y actitudes cuestionadas por la prensa estuvieron un penalti dudoso a favor del local, la expulsión de un jugador clave de Huracán y un empujón dado por parte del árbitro a otro jugador de la visita. Estas situaciones y la revelación de que Argote nació en Colombia generaron especulaciones sobre posibles sesgos en su desempeño arbitral. 

## Resumen estadístico
Según datos de Football DataBase:
| Competición                                                                             | Partidos | Amones. | Expulsiones | Temporadas      |
| --------------------------------------------------------------------------------------- | -------- | ------- | ----------- | --------------- |
| Primera División (incluye Copa Venezuela, Serie Pre-Sudamericana y Gran Final)          | 85       | 424     | 28          | 2008 - presente |
| CONMEBOL (incluye Copa Libertadores y Copa Sudemericana)                                | 14       | 41      | 2           | 2013 - presente |
| FIFA (incluye Campeonato Sudamericano Sub-20, Copa América y Amistosos internacionales) | 7        | 25      | 3           | 2015 - presente |
| Total                                                                                   | 97       | 490     | 33          | 2008 - presente |